# Honi soit qui mal y pense

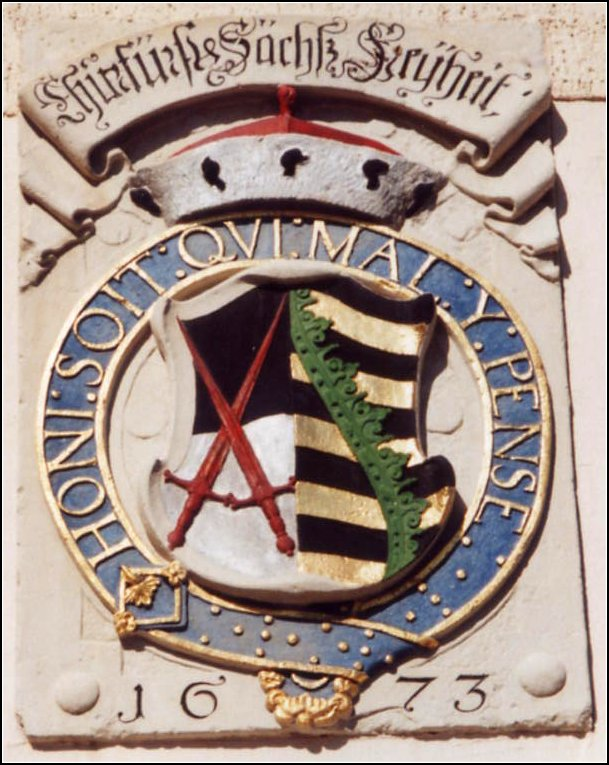
Um brasão de armas do Eleitor da Saxônia que utiliza a expressão datado de 1673 em Stolpen (Saxônia, Alemanha), sobre a entrada do Amtshaus Eleitoral.

Honi soit qui mal y pense é uma expressão em francês que significa Envergonhe-se quem nisto vê malícia, muito usada em meios cultos. Também é o lema da Ordem da Jarreteira, comenda britânica criada pelo rei Eduardo III de Inglaterra, no tempo das Cruzadas. E um dos lemas do Reino Unido, estando estampado em sua bandeira.
Diz a lenda que, em 1347, durante um baile, a Condessa de Salisbury, amante do mesmo Eduardo III, perdeu a sua liga, azul. O Rei mais que depressa recolocou-a, sob o olhar e sorrisos (cúmplice) dos nobres.
O Rei grita então (em francês, que era a língua oficial da corte inglesa) "Messieurs, honni soit qui mal y pense! Ceux qui rient en ce moment seront un jour très honorés d'en porter une semblable, car ce ruban sera mis en tel honneur que les railleurs eux-mêmes le rechercheront avec empressement." (Maldito seja quem pense mal disto! Os que riem nesta hora ficarão um dia honradíssimos por usar uma igual, porque esta liga será posta em tal destaque que mesmo os trocistas a procurarão com avidez).
No dia seguinte cria a ordem da Jarreteira, tendo como símbolo uma liga azul sobre fundo dourado, que ainda hoje é a mais prestigiosa ordem do Reino Unido, tendo somente 25 membros e cujo Grão Mestre é o monarca da Inglaterra.